# Huai Krachao (huyện)
Huai Krachao (tiếng Thái: ห้วยกระเจา) là một huyện (‘‘amphoe’’) ở phía đông tỉnh Kanchanaburi, miền trung Thái Lan.

## Lịch sử
Tambon Huai Krachao, Wang Phai, Sa Long Ruea and Don Salaep đã được tách từ từ Phanon Thuan và lập nên Tiểu huyện (King Amphoe) Huai Krachao ngày 30 tháng 4 năm 1994. Đơn vị này đã chính thức trở thành huyện ngày 11 thang 10 năm 1997.

## Địa lý
Các huyện giáp ranh (từ phía nam theo chiều kim đồng hồ) là Phanom Thuan, Bo Phloi, Lao Khwan của tỉnh Kanchanaburi và U Thong của tỉnh Suphanburi.

## Hành chính
Huyện này được chia thành 4 phó huyện (tambon), các đơn vị này lại được chia thành 67 làng (muban). Không có khu vực đô thị (thesaban, và 4 Tổ chức hành chính tambon (TAO).
| Số TT | Tên          | Tên tiếng Thái | Số làng | Dân số |  |
| ----- | ------------ | -------------- | ------- | ------ |  |
| 1.    | Huai Krachao | ห้วยกระเจา      | 20      | 8.927  |  |
| 2.    | Wang Phai    | วังไผ่           | 11      | 4.347  |  |
| 3.    | Don Salaep   | ดอนแสลบ        | 22      | 12.119 |  |
| 4.    | Sa Long Ruea | สระลงเรือ       | 14      | 7.209  |  |